# Georg Gürich

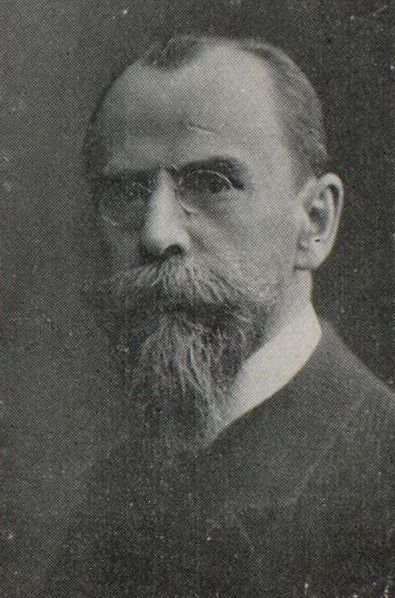
Georg Gürich, um 1912

Georg Julius Ernst Gürich (* 25. September 1859 in Guttentag; † 16. August 1938 in Berlin) war ein deutscher Geologe, Mineraloge, Petrograph und Paläontologe.

## Leben
Gürich, Sohn eines Lehrers und Organisten in Guttentag, studierte ab 1879 in Breslau mit der Promotion 1883 und dem Lehramtsexamen 1884. Von 1884 bis 1891 war er Assistent bei Ferdinand von Roemer in Breslau, ab 1887 als Privatdozent. 1894 bis 1910 war er Gymnasiallehrer in Breslau, hielt aber auch Vorlesungen an der Universität und kartierte in Schlesien für die Preußische Geologische Landesanstalt, bei der er seit 1901 Mitarbeiter war.
1885 reiste er erstmals nach Afrika in der Expedition von Eduard Robert Flegel (Nigeria, Westsudan), die er für seine Habilitation 1887 (Beiträge zur Geologie von Westafrika) auswertete, und 1888/89 für das Südwestafrikanisches Goldsyndikat auf der Suche nach Bodenschätzen nach Deutsch-Südwestafrika (heute Namibia). 1928/29 war er erneut in Namibia und Südafrika. Er reiste auch nach Australien, Venezuela (1890 im Auftrag Hamburger Kaufleute) und Alaska. Auf einer Reise 1914 in Afrika (Kilimandscharo-Gebiet) wurde er vom Ersten Weltkrieg überrascht und war bis 1915 von den Engländern in Ost- und Südafrika interniert.
1910 wurde er Direktor der Mineralogisch-Geologischen Staatsinstituts und Professor am Deutschen Kolonialinstitut in Hamburg. 1919 wurde er Professor für Geologie und Paläontologie an der Universität Hamburg. 1933 ging er in den Ruhestand und zog nach Berlin.
Gürich war ein Pionier der Geologie in Deutsch-Südwestafrika. Er befasste sich neben der Geologie Afrikas mit der Geologie von Schlesien (Riesengebirge), dem Paläozoikum von Schlesien und Polen und dem Quartär und Tertiär in Norddeutschland (Erdölgeologie). Von ihm stammen rund 215 Veröffentlichungen.
Von ihm sind die Erstbeschreibungen von Dactylosaurus (Pachypleurosauria), der Gavial-Gattung Gryposuchus und von Cyamodus tarnowitzensis. In seiner Expedition wurde die Ediacara-Fauna von Farm Aar entdeckt.

## Mitgliedschaften
- Georg Gürich wurde 1891 Mitglied der bereits 1848 gegründeten Deutschen Geologischen Gesellschaft
- Im Gründungsjahr 1912 wurde er Mitglied der Paläontologischen Gesellschaft[1]

## Ehrungen und Auszeichnungen
- 1898 wurde er zum Mitglied der Leopoldina gewählt.[2]

## Schriften
- Ueber einige Saurier des oberschlesischen Muschelkalkes. In: Zeitschrift der Deutschen geologischen Gesellschaft, XXXVI, Tafel II, Berlin 1884, S. 125–144
- Ueber Dactylosaurus. In: Zeitschrift der Deutschen geologischen Gesellschaft, XXXVIII, 1 Abb., Berlin 1886, S. 457–458
- Geologischer Führer in das Riesengebirge, Borntraeger, Sammlung Geologischer Führer 6, 1900
- Das Paläozoikum des Polnischen Mittelgebirge, Verhandlungen der Russischen Kaiserlichen Gesellschaft zu Saint Petersburg, 2. Serie, Band 32, 1896, S. 1–539, Nachträge in Neues Jahrbuch f. Geologie, Paläontologie und Mineralogie, Band 13, 1900, 331–388
- Beiträge zur Geologie von Westafrika 1887 (Habilitation)
- Devon von Debnik bei Krakau, Beiträge zur Paläontologie und Geologie Österreich-Ungarns und des Orients, Band 15, 1903, S. 127–164.
- Das Mineralreich, Reihe Hausschatz des Wissens, J. Neumann Verlag, Neudamm 1900
- Deutsch-Südwestafrika. Reisebilder und Skizzen aus den Jahren 1888 und 1889, Hamburg: L. Friedrichsen 1891
- Geologische Übersichts-Karte von Schlesien 1:400.000, Breslau 1890
- Gryposuchus Jessei, en neues schmalschnauziges Krokodil aus den jüngeren Ablagerungen des oberen Amazonas-Gebietes, in: Mitt. aus d. Mineralog.-Geolog. Inst. in Hamburg 1, 1912, S. 59
- Erdgestaltung und Erdgeschichte, 1928
- Mimaster hexagonalis, ein neuer Kruster aus dem unterdevonischen Bundenbacher Dachschiefer, Paläontologische Zeitschrift, Band 13, 1931, S. 204–238
- Die Kuibis-Fossilien der Nama-Formation von Südwestafrika, Paläontologische Zeitschrift, Band 15, 1933, S. 137
- Jura- und Devon-Fossilien von White Cliffs, Australien, Neues Jahrbuch für Mineralogie, Geologie und Paläontologie,
- Beilage-Band 14, 1901, S. 484–518
- Er war Herausgeber der Buchreihe Leitfossilien (ab 1908) im Borntraeger Verlag.